# Exodontinae
Die Exodontinae sind eine Unterfamilie der südamerikanischen Salmlerfamilie Characidae. Sie kommt mit fünf Arten im Amazonasbecken, im Stromgebiet des Orinoco und in den drei Guayanas vor.

## Merkmale
Die Arten der Exodontinae sind mittelgroße, räuberische und teilweise Schuppen fressende (lepidophage) Fische mit Körperlängen von 12 bis 15 cm. Als Diagnostische Merkmale der Unterfamilie werden das Vorhandensein von backenzahnähnlichen Zähnen, die aus dem Maul herausragen (Anpassung an die Lepidophagie) genannt und ein erster Augenringknochen (Infraorbitalia), der den größten Teil des oberen Bereichs der Maxillare überlappt. Die Dilatator fossa, eine Grube oberhalb der Augenhöhle, wird vollständig von der sechsten Infraorbitalia überdeckt. Die Zähne auf der Maxillare sind konisch und einspitzig und befinden sich entlang des anteroventralen Randes der Oberkieferlamelle. Eine knöcherne Lamelle zwischen der zweiten und dritten Basibranchiale (Knochen an der Basis des Kiemenbogens) fehlt, ebenso eine knöcherne Lamelle oberhalb der knorpeligen vierten Basibranchiale. Die Afterflosse ist relativ kurz und hat weniger als 30 Flossenstrahlen.

## Gattungen und Arten
Es gibt drei Gattungen mit fünf Arten, die bis Mitte 2018 in die Unterfamilie Characinae gestellt wurden.
- Bryconexodon Géry, 1980 
  - Bryconexodon juruenae Géry, 1980
  - Bryconexodon trombetasi Jégu, dos Santos & Ferreira, 1991
- Exodon Müller & Troschel, 1845, (Typusgattung)
  - Zweitupfen-Raubsalmler (Exodon paradoxus Müller & Troschel, 1844)
- Roeboexodon Géry, 1959 
  - Roeboexodon geryi Myers, 1960
  - Roeboexodon guyanensis (Puyo, 1948)

## Belege
1. 1 2  Bruno F Melo, Rafaela P Ota, Ricardo C Benine, Fernando R Carvalho, Flavio C T Lima, George M T Mattox, Camila S Souza, Tiago C Faria, Lais Reia, Fabio F Roxo, Martha Valdez-Moreno, Thomas J Near, Claudio Oliveira (2024): Phylogenomics of Characidae, a hyper-diverse Neotropical freshwater fish lineage, with a phylogenetic classification including four families (Teleostei: Characiformes) Zoological Journal of the Linnean Society, Volume 202, Issue 1, September 2024, doi: 10.1093/zoolinnean/zlae101
2. ↑  Mirande, J.M. (2018): Morphology, molecules and the phylogeny of Characidae (Teleostei, Characiformes). Cladistics, Juni 2018. doi: 10.1111/cla.12345